# Giuseppe Zuech
Giuseppe Zuech (Pianezze, 18 luglio 1944) è un politico italiano.

## Biografia
È stato deputato della Repubblica Italiana per la Democrazia Cristiana per quattro Legislature consecutive, dalla VII alla X, rimanendo complessivamente a Montecitorio dal 1976 al 1992.